# グラント郡国際空港
グラント郡国際空港（グラントぐんこくさいくうこう、Grant County International Airport）は、アメリカ合衆国ワシントン州グラント郡モーゼスレイク市 にある空港である。モーゼスレイク港湾局が管理している。
アメリカの空港の中で最長の滑走路を有する空港のうちの1つで、滑走路長は1万3500フィート(4,100m)である。
1966年までは、アメリカ空軍のラーソン基地として運用していた。本空港からの旅客便運航は2010年6月8日を最後に行なわれていない。

## 概要
モーゼスレイク市はワシントン州の中央、カスケード山脈の東側に位置しており、飛行に適した気候で知られている。
NASAのスペースシャトルの代替着陸空港に指定されている。
2006年9月1日限りで、補助金の助成を受けてビッグスカイ航空が運航していたボイシとポートランドへの路線は運航終了となった。
かつて日本航空が、1968年から40年間にわたりボーイング747の操縦訓練施設を設けていたが、2009年3月に閉鎖された。
また、アメリカ空軍やボーイングの試験用施設としても使用される。当空港への発着機のほとんどは、ゼネラル・アビエーションか軍用機である。
ビッグベンド・コミュニティカレッジ(Big Bend Community College)のメインキャンパスは、この空港があることが理由で設けられている。
2016年より三菱航空機が製造するリージョナルジェット・Mitsubishi SpaceJetが、国土交通省の定める型式証明を取得する為のアメリカでの飛行試験が行われていたが、SpaceJetのプロジェクトの無期限延期により2021年春に事実上撤退することになった。

## 姉妹空港・提携空港
グラント郡国際空港は、日本国愛知県にある県営名古屋空港と姉妹空港提携をおこなっている。
| 空港名         | 国名･地域名  | 提携年月日                                              |
| -------------- | ------------ | ------------------------------------------------------- |
| 県営名古屋空港 | 日本国愛知県 | 2016年（平成28年）10月18日 県営名古屋空港と姉妹提携調印 |

## 空港施設
当空港は海抜362メートル（1,189フィート）の位置で1,882ヘクタール(4,650エーカー)の面積を有し、5つの滑走路が設けられている。
滑走路のうち、滑走路14L/32Rと滑走路4/22はアスファルトとコンクリートの併用舗装、滑走路18/36はアスファルト用舗装、滑走路09/27と滑走路14R/32Lはコンクリート舗装である。
2008年末の時点で、年間離着陸回数は69,940回で、1日平均では191回の離着陸回数となる。内訳は、ゼネラル・アビエーションが56%, 軍用機が33%, 定期便が8%、チャーター便が3%である。当時、当空港を拠点とする航空機は43機あり、単発機が74%、双発機が19%、ジェット機が7%である。

## 航空事故
- 1969年6月24日、訓練飛行を行っていた日本航空90便（コンベア CV880-22M-3）が離陸時に墜落した。乗員5人中訓練生3人が死亡し、機長と航空機関士が救助された。